# Sac à puces (bande dessinée)
Pour les articles homonymes, voir Sac à puces.
Sac à Puces est une série de bande dessinée humoristique belge pour la jeunesse (3 à 12 ans) scénarisée par Falzar et Zidrou et dessinée par Carine De Brab.
Elle fait suite à la série Margot et Oscar Pluche, publiée aux éditions Casterman entre 1992 et 1997.

## Synopsis
L'histoire raconte la vie d’une famille de 7 enfants dont Margot, une petite fille amoureuse d’un chien de gouttière du nom d’Oscar Pluche surnommé « Sac à Puces ». Ce chien est refusé par la famille, d’où de multiples péripéties constituant les scénarios des différents opus.

## Albums
Sac à puces est publiée par Dupuis.
1. Super Maman (1999)[1]
2. Chauds les marrons ! (2000)
3. Gare à ta truffe ! (2001)
4. Docteur Pupuces (2002)
5. Le Lundi au soleil (2003)
6. Ça déménage ! (2004)
7. De l’orage dans l’air (2005)
8. Mamy Galettes (2007)
9. Miss Wif-Wif (2009)

## Personnages
- Sac à Puces : Grand bavard devant l’éternel, Sac à Puces est le meilleur ami de Margot. Bâtard et chien SDF, il a rencontré Margot dans un terrain vague où elle et ses amis avaient construit une cabane. Depuis lors, les 2 compères ne se quittent plus, au grand dam des parents de Margot qui préféreraient que les puces dorment en dehors de la maison.
- Margot : 8 ans et demie. Avec 6 frères et sœurs, Margot mène une vie familiale très animée. Inséparable de Sac à Puces, elle est cependant obligée de voir son ami dans le plus grand secret puisqu’il n’est pas le bienvenu dans la maison. Margot use de tous les subterfuges pour passer du temps avec son chien clandestin, quitte à renoncer aux vacances au ski ou à simuler une maladie.
- Julot : 13 ans, c'est le grand frère de Margot. Julot est un amateur de frites-mayo, de jeux vidéo et d'internet.
- Sandra : 12 ans, c'est la grande sœur de Margot. Selon Sac à Puces, Sandra est une Je-Sais-Tout, ainsi, il lui est arrivé qu'elle lit un livre sur la naissance des chiots, elle lit aussi Sciences et Vie Junior.
- Lucien : 6 ans, c'est le frère cadet de Margot. C'est un fan de cow-boy et de pirate, ainsi, il se fait surnommer "Carabine Joe" (dont il est fan), "Sitting Lucien", "Barbarouf le terrible pirate"... il porte un chapeau de cow-boy et une carabine en jouet.
- Josette : 4 ans, c'est la première sœur cadette de Margot. Elle aime jouer avec ses poupées, faire des bêtises, des galipettes, des sauts périlleux, des boulettes et des cascades en tout genre.
- Émile dit "Mimile" : 2 ans et demi, c'est le frère benjamin de Margot et le benjamin de la famille. Au départ, il s'appelait Bébé. Grognon à ses heures, il est toujours de mauvais poil.
- Marine : 4 mois, c'est la benjamine de la Famille. Selon Sac à Puces, elle sent bon le savon, le lait et le popo.
- Félix et Béatrice : Ce sont les parents des 7 enfants, ils ne veulent pas de Sac à Puces à la maison. Si l'un d'eux le découvre, Sac à Puces se fait éjecter de la maison, puis après ils grondent Margot et parfois, elle se fait punir. Dans l'album Miss Wif-Wif, chiens et humains cohabitent ensemble, les chiens dans le chalet et les humains dans leur maison. Félix se fait surnommer "Bouboule" par sa mère parce qu'il a hébergé un hérisson en cachette et quand il se mettait en colère, il se mettait en boule, d'où son surnom. Il est initialement instituteur puis à partir du tome 6 paru en 2004, il est directeur de crèche, Béatrice est mère au foyer
- Mamy Galettes : C'est la grand-mère des 7 enfants et la Mère de Félix, Elle est apparue lors du premier tome paru en 1992. Comme son surnom l'indique, elle prépare toujours des Galettes. Elle décèdera dans le tome 8 paru en 2008, à cause d'une attaque foudroyante.
- Miss Wif Wif : Miss Wif Wif est la petite amie de Sac à Puces, ils passent beaucoup de temps ensemble, tant et si bien qu'au bout de quelques mois, Sac à Puces devient... papa ! Contrairement à Sac à Puces, elle est pure race, c'est une femelle bichon maltais.